# Mistrzostwa Świata w Piłce Nożnej 2022 (eliminacje)
W eliminacjach do mistrzostw świata 2022 uczestniczyło 206 reprezentacji. Reprezentacja Kataru jako gospodarz turnieju awansowała bez eliminacji, jednak brała udział w drugiej rundzie eliminacji strefy AFC, ponieważ eliminacje do MŚ 2022 strefy AFC są połączone z eliminacjami do Pucharu Azji 2023. 

## Strefy kontynentalne

### Europa (UEFA)
- Grupa A –  Serbia.  Portugalia zapewniła sobie udział w barażach kontynentalnych.
- Grupa B –  Hiszpania.  Szwecja zapewniła sobie udział w barażach kontynentalnych.
- Grupa C –  Szwajcaria.  Włochy zapewniły sobie udział w barażach kontynentalnych.
- Grupa D –  Francja.  Ukraina zapewniła sobie udział w barażach kontynentalnych.
- Grupa E –  Belgia.  Walia i  Czechy zapewniły sobie udział w barażach kontynentalnych.
- Grupa F –  Dania.  Szkocja i  Austria zapewniły sobie udział w barażach kontynentalnych.
- Grupa G –  Holandia.  Turcja zapewniła sobie udział w barażach kontynentalnych.
- Grupa H –  Chorwacja.  Rosja zapewniła sobie udział w barażach kontynentalnych.
- Grupa I –  Anglia.  Polska zapewniła sobie udział w barażach kontynentalnych.
- Grupa J –  Niemcy.  Macedonia Północna zapewniła sobie udział w barażach kontynentalnych.

Po barażach awansowali:  Walia,  Polska i  Portugalia.

### Azja (AFC)
- Grupa 1 –  Iran,  Korea Południowa.  Zjednoczone Emiraty Arabskie awansują do baraży
- Grupa 2 –  Arabia Saudyjska,  Japonia.  Australia awansuje do baraży

Baraże:  Australia awansowała po wygranej z Zjednoczonymi Emiratami Arabskimi do baraży interkontynentalnych.

### Ameryka Południowa (CONMEBOL)
- Brazylia,  Argentyna,  Urugwaj,  Ekwador.  Peru awansuje do baraży interkontynentalnych.

### Ameryka Północna (CONCACAF)
- Kanada,  Meksyk,  Stany Zjednoczone.  Kostaryka awansuje do baraży interkontynentalnych.

### Afryka (CAF)
- Senegal,  Kamerun,  Ghana,  Maroko,  Tunezja.

### Oceania (OFC)
- Nowa Zelandia wygrała eliminacje strefy OFC i awansowała do baraży interkontynentalnych.

## Baraże interkontynentalne

### AFC – CONMEBOL
| Drużyna 1 | Wynik        | Drużyna 2 |
| --------- | ------------ | --------- |
| Australia | 0:0 (k. 5:4) | Peru      |

### CONCACAF – OFC
| Drużyna 1 | Wynik | Drużyna 2     |
| --------- | ----- | ------------- |
| Kostaryka | 1:0   | Nowa Zelandia |

### Zakwalifikowane drużyny

Kraje zakwalifikowane do finałów Mistrzostw Świata
Kraje niezakwalifikowane do finałów Mistrzostw Świata
Kraje, które wycofały się z eliminacji lub zostały zawieszone
Kraje nie będące członkami FIFA

Kraje zakwalifikowane do finałów Mistrzostw Świata
     Kraje niezakwalifikowane do finałów Mistrzostw Świata
     Kraje, które wycofały się z eliminacji lub zostały zawieszone
     Kraje nie będące członkami FIFA